# Holerite
Holerite (português brasileiro) ou Recibo de vencimento (português europeu) também conhecido como contracheque, é um demonstrativo impresso de vencimentos de um trabalhador pertencente ao setor público ou privado.
Esse é um dos documentos mais importantes disponibilizados por empresa. O holerite pode servir como comprovante de renda para o funcionário.
Esse documento apresenta o nome da organização empregadora, o nome do trabalhador e a listagem dos proventos ou descontos referentes ao mês trabalhado. No rodapé do documento é apresentada a soma final de proventos e descontos, assim como o total líquido a receber.
Tendo em vista a importância desse documento para fins fiscais e de comprovação de renda, seu preenchimento deve ser feito com bastante atenção pela pessoa responsável.
O termo deriva do nome de Herman Hollerith, empresário americano que, a partir do final do século XIX, impulsionou o uso de máquinas leitoras de cartões perfurados para o processamento de dados em massa.